# Larca chamberlini
Larca chamberlini es una especie de arácnido del orden Pseudoscorpionida de la familia Larcidae.

## Distribución geográfica
Se encuentra en California y Oregón en (Estados Unidos).